# قشلاق کاظم اوغلان
قشلاق کاظم اوغلان یک منطقهٔ مسکونی در ایران است که در دهستان قشلاق غربی واقع شده‌است. قشلاق کاظم اوغلان ۷۳ نفر جمعیت دارد.